# Sanawan
Sanawan – miasto w Pakistanie, w prowincji Pendżab. W 2017 roku liczyło 35 149 mieszkańców.